# Eladio Romero Santos
Eladio Romero Santos (Cenoví, San Francisco, República Dominicana, 12 de febrero de 1937 - 24 de abril de 2001) fue un cantante de bachata y guitarrista de la República Dominicana.

## Biografía
Nació en Cenoví, en las afueras de San Francisco de Macorís, en la República Dominicana.
Eladio Romero Santos comenzó grabando bachata al mismo tiempo que José Manuel Calderón y Cuco Valoy. En este género, realizó una carrera de más de cuarenta años.en el 1972 graba el primer merengue con guitarra la muñeca convirtiéndose en el único que cantaba merengue y bachata 
El estilo de Romero Santos era más simple que la de otros guitarristas bachateros sin que por ello dejara de exhibir un estilo de ejecución interesante. Era sumamente rítmico y por lo tanto bailable.
Algo destacable en su carrera como músico, lo constituye el hecho de haber mantenido viva la tradición del merengue con guitarra, coexistiendo su forma de ejecución del merengue con la instrumentación tradicional del Perico Ripiao y de las orquestas.
En 1995 contrajo artritis y tuvo que dejar de tocar la guitarra, lo cual lo forzó a presentarse únicamente como cantante.
Eladio Romero Santos continuó cantado como solista con su grupo hasta noviembre del 2000, y murió 5 meses más tarde, el 24 de abril de 2001, de cáncer de pulmón.
Nació en Cenoví el 12 de febrero de 1937 desde muy pequeño se dedicó a la música tocando maracas en el trío de Juan Cesario después viendo tocar guitarra aprendió a tocar la guitarra donde formó su trío siendo el cantante principal a los 15 años fue a un festival a la Voz del Progreso de San Francisco de Macorís donde ganó el tercer lugar en el 1966 graba su primer disco tomando en tu mesa una bachata desde ahí Eladio Romero sale a los escenarios y en el 1972 se hace famoso por interpretar el merengue con guitarra la muñeca donde lo lleva a recorrer toda la República y el exterior. El 24 de abril de 2001 muere de cáncer en el pulmón a las 8:30 de la noche.

## Discografía
- El Creador (1970)

1. El Beso Robado
2. Juan En la Ciudad
3. Quiere a Quien Te Quiere
4. Si Tú No Sabes Besar
5. Necesito Un Corazón
6. La Desmadeja
7. Ni Pie Ni Pisa
8. Perfume de Amor
9. El Zumbador
10. La Zumbadora

- El Zumbador (1970)

1. La Zumbadora
2. Las Faldas y Los Pantalones
3. Los Bobos
4. Las Palomas
5. La Negrita
6. El Zumbador
7. Amor Amor
8. Amor Fingido
9. El Beso Robado
10. La Desmadeja

- La Muerte de Mi Hermano (1970)

1. La Muerte de Mi Hermano
2. Tú Eres la Única
3. Mujer Cariñosa
4. Hoy Se Casa
5. Los Algodones
6. La Encontré Casada
7. La Presión
8. Tarde Gris
9. Desiderio Arias
10. Amarte No Es Delito

- La Muñeca (1970)

1. La Muñeca
2. Aguardiente Ven
3. Lo Que Me Hace Falta Es Tu Amor
4. La Chiva Blanca
5. Tú Tienes la Culpa
6. Las Mujeres
7. Baitolina
8. Muchacha Linda
9. Las Tres Muchachas
10. Vida de Mi Vida

- Las Bailadoras (1970)

1. Las Bailadoras
2. Cumandé
3. La Verdad
4. El Baile de Josefa
5. El Día Que Te Mire
6. La Falda y los Pantalones
7. El Negrito del Batey
8. Ni Por la Gloria
9. El Caramelo
10. Por Ti

- La Madrugadora (1978)

1. Sin Ti No Puedo
2. Ando Detrás de Ti
3. No Me Sorprende
4. Cuando Ellas Son Bonitas
5. Las Cinco Novias
6. La Madrugadora
7. En Casa de Mi Compay
8. Aunque Pasen los Años
9. El Gratey
10. El Asfixie

- La Viuda (1979)

1. La Viuda
2. La Cañaguatera
3. En Casa de Doña Añico
4. Se Vende Un Corazón
5. La Negrita
6. La Toita
7. Que Bonitas Son
8. Me Voy Pa' Santo Domingo
9. Se Miraron y Se Besaron
10. La Paloma

- La Mujer Policía (1980)

1. La Mujer Policía
2. Eso Viene
3. A los 15 o 20 Tragos
4. Dolorita
5. La Radiola
6. La Lengua
7. Rosa Angélica
8. Dos Amores
9. Por Donde Comienza el Amor
10. Caña Brava

- El Sabor de Mi Guitarra (1980)

1. Me Siento Triste
2. La Banana
3. Un Día Más
4. Mi Tortura
5. Cosas de Mi País
6. Juana Mecho
7. El Trabucazo
8. Por Un Maní
9. Porque Te Quiero
10. El Tribunal

- Eladio Romero Santos (1981)

1. La Clavada
2. Abusadora
3. Amor Loco
4. Oye Morena
5. La Salsa
6. Corazón de Fresa
7. Tributo al Merengue
8. Que Seas Feliz
9. Yo Busco Inspiración
10. El Negro Feliz

- Eladio Romero Santos Presenta a Francisco Ulloa y el Conjunto San Rafael (1981)

1. La Cosquillita
2. Que Cosita
3. Dentro de Mi Corazón
4. Amor Bonito
5. Me Quiero Casar
6. Río Rebelde
7. El Tanque de Guerra
8. El Alicate
9. Ay Mamá
10. Francisco No Llora

- Muchacha Dominicana (1988)

1. Muchacha Dominicana
2. Linda Mujer
3. Sin Tu Amor
4. Compadre Monchín
5. 14 de Febrero
6. Si las Mujeres Se Vendieran
7. Cuando Ellas Son Bonitas
8. Dios Nunca Muere
9. Las Mujeres de Quisqueya
10. Me Van a Matar Por las Mujeres

- 15 Éxitos (1990)

1. La Muñeca
2. La Mujer Policía
3. La Encontré Casada
4. Corazón de Fresa
5. Por Ti
6. Juana Mecho
7. El Zumbador
8. Rosa Angélica
9. La Muerte de Mi Hermano
10. La Viuda
11. Juan En la Ciudad
12. Dos Amores
13. La Bailadora
14. De Cantina En Cantina
15. Los Bobos

- Éxitos Vol. 2 (1990)

1. Muchacha Dominicana
2. Si las Mujeres Se Vendieran
3. Linda Mujer
4. Compadre Monchín
5. 14 de Febrero
6. Sin Tu Amor
7. Cuando Ellas Son Bonitas
8. Las Mujeres de Quisqueya
9. Dios Nunca Muere
10. Me Van a Matar Por las Mujeres
11. Merengue Dominicano
12. Feliciana
13. Dice Que No Tiene Tiempo
14. La Cibaeña
15. El Chivo
16. También Se Puede Sufrir